# Фридрих Вилхелм фон Хесенщайн
Фридрих Вилхелм фон Хесенщайн (на немски: Friedrich Wilhelm von Hessenstein, Fredrik Vilhelmt von Hessenstein; * 10 май 1735, Стокхолм; † 27 юли 1808, Панкер) е княз фон Хесенщайн и шведски войник и държавник, губернатор на Померания и масон.

## Биография
Той е извънбрачен син на крал Фридрих I от Швеция (1676 – 1751) и неговата метреса, графиня Хедвиг Улрика Таубе (1714 – 1744), дъщеря на Едвард Дидрик Таубе фон Оденкат (1681 – 1751) и Кристина Мария Фалкенберг (1685 – 1753).
От баща си Фридрих Вилхелм и по-големият му брат Карл Едвард († 1769) получават господството Хесенщайн (с имението Панкер). На 28 февруари 1741 г. той и брат му са издигнати от курфюрста на Саксония и краля на Полша, Август III, на имперски графове на Хесенщайн.
На 29 март 1742 г. Фридрих Вилхелм става шведски граф. От 7 ноември 1772 г. е имперски княз на Хесенщайн, а от 28 април 1785 г. е шведски княз на Хесенщайн. През 1799 г. кралят на Швеция му дава предиката Durchlaucht. Между 1795 и 1800 г. той освобождава в имотите си селяните от крепостничество.
През 1773 г. Фридрих Вилхелм става шведски генерал-фелдмаршал, през 1776 г. таен съветник. От 1776 до 1791 г. е генералгубернатор на Шведска-Померания. Той е канцлер на университет Грайфсвалд. През 1778 г. подарява войнишко сиропиталище в Щралзунд.
Фридрих Вилхелм има вероятно през 1786 г. незаконна дъщеря с принцеса София Албертина от Швеция (1753 – 1829), сестрата на шведския крал Густав III.
Умира неженен на 27 юли 1808 г. на 73 години в Панкер (в окръг Пльон) и е погребан там. Наследен е от Карл фон Хесен-Касел.

## Галерия
- Фридрих Вилхелм фон Хесенщайн, (1762), Hessische Hausstiftung
- Фридрих Вилхелм и Карл Едвард фон Хесенщайн (ок. 1745)